# Loxopus unicolor
Loxopus unicolor là một loài tò vò trong họ Ichneumonidae.